# Adinda travancorensis
Adinda travancorensis är en kräftdjursart som först beskrevs av Stebbing 1911.  Adinda travancorensis ingår i släktet Adinda och familjen Scleropactidae. Inga underarter finns listade i Catalogue of Life.